# Карзинкін Олександр Андрійович

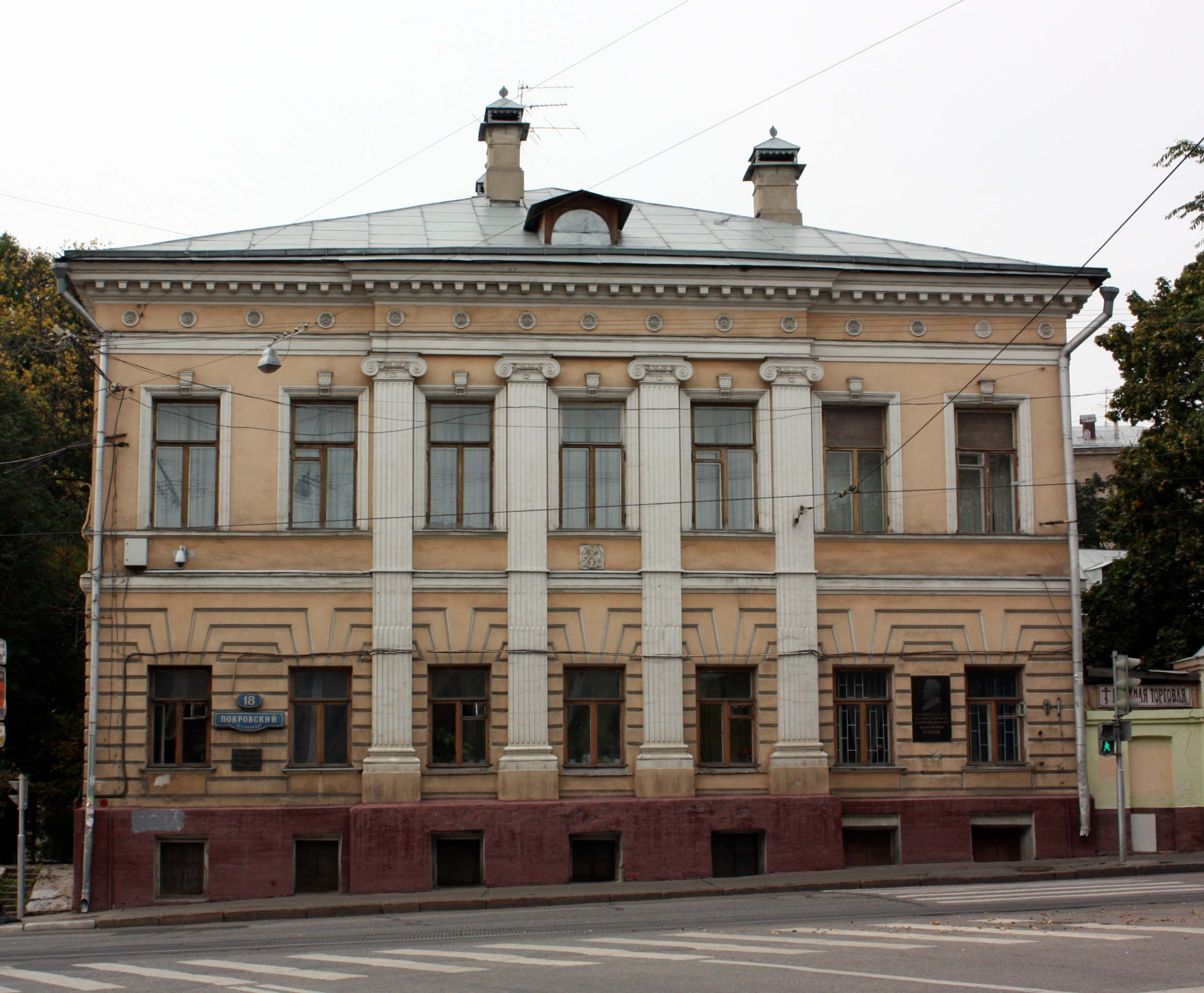
Дім Телешова. Москва, Покровський бульвар, № 18/15. Тут і досі живуть нащадки Телешових-Карзинкіних.

Олекса́ндр Андрі́йович Карзи́нкін (рос. Александр Андреевич Карзинкин; * 1863, Російська імперія — † 1939, Москва, СРСР) — російський купець, нумізмат, благодійник.

## Біографія
Олександр Карзинкін народився 1863 року в сім'ї купця 1-ї гільдії й мецената Андрія Олександровича Карзинкіна і Софії Миколаївни (до шлюбу Рибникової).
Після смерти батьків Олександр успадкував три будинки в Москві, дачу в Сокольниках та садибу в Звенигородському повіті. Дві московські адреси збереглися донині — № 4 у Столешниковому провулку, так званий чиншовий дім А. О. Карзинкіна (побудований в еклетичному стилі в 1900—1901 роках, архітектор В. В. Барков), № 18/15 на Покровському бульварі. Цей будинок з часом став відоміший як дім Телешова, від 1886 — одного з директорів Товариства Ярославської великої мануфактури.
Олександр Карзинкін був членом рад Московського облікового банку, Московського банку, Російської взаємної страхової спілки, Музею гігієни і санітарної техніки, Третьяковської галереї (1904—1913). Належав також до членів московського Нумізматичного товариства, автор низки робіт про російські середньовічні медалі.
У 1908-му він пожертвував по 25 тисяч рублів Московському міському громадському управлінню й Купецькому товариству на заснування фондів для виділення допомоги біднякам.
1914 року Карзинкін побудував і своїм коштом обладнав лікарню для 15 немовлят при Морозовській лікарні.
| Завдяки Олександрові Карзинкіну споруджено в лікарні спеціальний корпус для немовлят. Це був перший у місті відділ.І найцікавіше, що в цьому ж відділі жили й годувальниці. На той час таке було можливе. [4] |
За даними на 1914 рік, староста церкви Трьох Святителів на Кулішках.
З 1918 по 1929 рік Карзинкін працював у Державному історичному музеї старшим помічником хоронителя відділу теоретичного музеєзнавства (розділ російської нумізматики.
У 1920-му Олександра Карзинкіна заарештували за те, що на ринку продавав монети із своєї ж таки колекції.
У 1936 році його посадили через донос сусіда, але скоро випустили — безнадійно хворого. По трьох роках він помер.
Дружина Олександра Карзинкіна — прима балету, педагогиня-хореографка Великого театру Аделаїда Джурі (1872—1963). Їхня дочка Софія (1903 — ?) — бібліотекарка, бібліографка (1935—1958) Інституту світової літератури імени Максима Горького.

## Твори
- Карзинкин А. А. О медалях царя Димитрия Иоанновича (Лжедимитрия I), М., 1889;
- Карзинкин А. А. Материалы по русской нумизматике, в. 1, М., 1893.